# J Ward
J Ward fue una prisión australiana utilizada para albergar a criminales dementes. Se encuentra ubicada en Ararat, Victoria (Australia).
Desde mediados de 1857 se había planteado la posibilidad de construir una cárcel en Victoria, Australia. Para 1859 estaba en funcionamiento y se terminó de construir en 1862. La prisión albergó prisioneros con problemas mentales durante aproximadamente un siglo.
Varios prisioneros como Robert Francis Burns y Henry Morgan fueron ejecutados en J Ward.